# Hurwitzpolynom
Ein Hurwitzpolynom (nach Adolf Hurwitz) ist ein reelles Polynom, dessen Nullstellen alle einen echt negativen Realteil haben.

## Definition und notwendige Bedingung
Ein reelles Polynom (alle {\displaystyle a_{i}\in \mathbb {R} })
{\displaystyle N(s)=\sum _{i=0}^{n}a_{i}s^{i}=a_{n}s^{n}+a_{n-1}s^{n-1}+...+a_{0}}
wird also Hurwitzpolynom genannt, wenn gilt:
{\displaystyle N(r_{i})=0\,\Rightarrow \,\mathrm {Re} \,r_{i}<0,\quad i=1,\ldots ,n.}
Für den Fall eines Polynoms 1. oder 2. Grades ({\displaystyle n\leq 2}) kann man zeigen, dass die Koeffizienten des normierten Hurwitzpolynoms ({\displaystyle a_{n}=1}) positiv sein müssen. Im Umkehrschluss muss ein solches normiertes Polynom mit reellen Koeffizienten, bei dem ein Koeffizient kleiner oder gleich Null ist, eine Nullstelle haben, die keinen echt negativen Realteil besitzt. Die Bedingung, dass die Koeffizienten positiv sind, ist also notwendig und auch hinreichend.
Für {\displaystyle n\geq 3} (ein Polynom dritten oder höheren Grades) wird eine neue hinreichende und notwendige Bedingung benötigt: die Hurwitzdeterminante.

## Hurwitz-Kriterium
Das Hurwitz-Kriterium oder Routh-Hurwitz-Kriterium gibt eine äquivalente Bedingung dafür, dass ein Polynom ein Hurwitz-Polynom ist. Es handelt sich um eine Anwendung des allgemeinen Hauptminoren-Kriteriums für die positive Definitheit von Matrizen; vereinzelt wird für dieses allgemeinere Kriterium auch der Begriff „Hurwitz-Kriterium“ synonym verwendet, obwohl sich dieses eigentlich nur auf Hurwitzpolynome bzw. Hurwitz-Matrizen bezieht.
Im Folgenden gehen wir davon aus, dass der Leitkoeffizient {\displaystyle a_{n}} positiv  ist. Ist dieses im ursprünglichen Polynom nicht der Fall, kann es durch Multiplikation des Polynoms mit {\displaystyle -1} erreicht werden. Dabei ändern sich die Nullstellen des Polynoms nicht.
Aus den Koeffizienten des Polynoms {\displaystyle a_{0},\ldots ,a_{n}} wird zunächst die Determinante der Hurwitzmatrix, die sogenannte Hurwitzdeterminante gebildet. Hierbei ist die Hurwitzmatrix den Koeffizienten {\displaystyle a_{0},\ldots ,a_{n}} entsprechend eine {\displaystyle n\times n}-Matrix. (s. u.)
{\displaystyle H={\begin{vmatrix}a_{n-1}&a_{n-3}&a_{n-5}&\ldots &0&0&0\\a_{n}&a_{n-2}&a_{n-4}&\ldots &0&0&0\\0&a_{n-1}&a_{n-3}&\ldots &\ldots &0&0\\0&a_{n}&a_{n-2}&\ldots &\ldots &0&0\\0&0&a_{n-1}&\ldots &\ldots &\ldots &0\\\ldots &\ldots &\ldots &\ldots &\ldots &\ldots &\ldots \\\ldots &\ldots &\ldots &\ldots &\ldots &\ldots &a_{0}\\\end{vmatrix}}}
Nicht vorhandene Koeffizienten werden also durch eine Null ausgedrückt.
Hurwitz-Kriterium: Das Polynom ist genau dann ein Hurwitzpolynom, wenn alle „nordwestlichen Unterdeterminanten“ (auch führende Hauptminoren genannt) positiv sind. Die Matrix ist dann positiv definit.
Im Beispiel sind die nordwestlichen Unterdeterminanten für den Fall {\displaystyle n=3}:
{\displaystyle {\begin{aligned}H_{1}&={\begin{vmatrix}a_{2}\end{vmatrix}}&&=a_{2}>0\\[2mm]H_{2}&={\begin{vmatrix}a_{2}&a_{3}\\a_{0}&a_{1}\\\end{vmatrix}}&&=a_{1}a_{2}-a_{3}a_{0}>0\\[2mm]H_{3}&={\begin{vmatrix}a_{2}&a_{3}&0\\a_{0}&a_{1}&a_{2}\\0&0&a_{0}\\\end{vmatrix}}&&=a_{0}H_{2}>0\end{aligned}}}
Falls {\displaystyle H_{2}>0} ist, vereinfacht sich natürlich die dritte Bedingung zu {\displaystyle a_{0}>0}. Die Forderung {\displaystyle a_{1}a_{2}>a_{3}a_{0}} ist zum Beispiel für {\displaystyle a_{0}=a_{1}=a_{2}=a_{3}=1} nicht erfüllt.
In der Literatur finden sich auch andere Definitionen der Hurwitzmatrix. Die Koeffizienten sind oft anders benannt. Hurwitz selber hat in seiner Veröffentlichung das Polynom mit {\displaystyle a_{0}x^{n}+a_{1}x^{n-1}+...+a_{n}} angesetzt. In diesem Fall wird die Hurwitzdeterminante folgendermaßen gebildet:
{\displaystyle H={\begin{vmatrix}a_{1}&a_{0}&0&0&\ldots &\ldots \\a_{3}&a_{2}&a_{1}&a_{0}&\ldots &\ldots \\a_{5}&a_{4}&a_{3}&a_{2}&\ldots &\ldots \\a_{7}&a_{6}&a_{5}&a_{4}&\ldots &\ldots \\\ldots &\ldots &\ldots &\ldots &\ldots &a_{n-2}\\0&0&\ldots &\ldots &0&a_{n}\\\end{vmatrix}}}

### Für zweidimensionale Matrizen
Für den Fall {\displaystyle n=2} vereinfacht sich das Hurwitz-Kriterium zur Bedingung
{\displaystyle \mathrm {Spur} \,H<0\ \ {\text{und}}\ \ \det H>0},
d. h. die Summe der Hauptdiagonalen (Spur) der Matrix muss negativ, und ihre Determinante positiv sein.

## Anwendung
Hurwitzpolynome werden in der Systemtheorie verwendet, um ein zeitkontinuierliches System auf asymptotische Stabilität hin zu untersuchen: Ist der Nenner der Systemfunktion ein Hurwitzpolynom, so ist das System asymptotisch stabil.
- Siehe auch: Wurzelsatz von Vieta